# Neveklov
Neveklov (Duits: Neweklau) is een Tsjechische stad in de regio Midden-Bohemen en maakt deel uit van het district Benešov. Neveklov ligt op 12 kilometer afstand van de stad Benešov.
Neveklov telt 2764 inwoners (2025).

## Etymologie
Vermoedelijk heette Neveklov oorspronkelijk Nevyklov of Neviklov. De naam is afgeleid van Nevyklův dvůr (Nevykl's hoeve). In historische bronnen komen de volgende naamsvermeldingen voor: Neueclow (1285), Neveclov (1301), Newieclowa (1384), Neweklow (1352–1399), de Newieklowa (1389), Neweklow en Newyeklow (1396), Neweklow (1405), de Neweklowa (1483), z Neweklowa (1563) en Neweklow (1578 en 1654).

## Geografie
De gemeente bestaat uit de volgende plaatsen:
- Neveklov
- Bělice
- Blažim
- Borovka
- Chvojínek
- Dalešice
- Doloplazy
- Dubovka
- Heroutice
- Hůrka Kapinos
- Jablonná
- Jablonka
- Kožlí
- Lipka
- Mlékovice
- Nebřich
- Neštětice
- Ouštice
- Přibyšice
- Radslavice
- Spolí
- Tloskov
- Zádolí
- Zárybnice

Tussen 1976 en 1992 maakte Stranný ook deel uit van de gemeente.
Ten westen van de stad stroomt de Tloskovskýbeek (Duits: Tloskauer Bach), die stroomopwaarts aansluit op de Janovickýbeek (Duits: Janowitzer Bach).

## Geschiedenis
De eerste schriftelijke vermelding van Neveklov dateert van 1285, toen Jindřich z Rožmberk het landgoed Neveklov voor driehonderd mark zilver aan het klooster van Zderaz wilde verkopen. Rožmberk ontving uiteindelijk slechts 260 mark van het klooster, maar in de overeenkomst bedong hij wel dat hij drie keer per jaar met een gezelschap van 20–24 personen in Neveklov mocht verblijven.
Tijdens de Tweede Wereldoorlog was de stad onderdeel van het SS-oefenterrein Benešov. De inwoners moesten daarom op 31 december 1943 hun huizen noodgedwongen verlaten. Sinds 1945 maakt Neveklov volledig deel uit van het district Benešov en op 10 oktober 2006 kreeg het dorp opnieuw stadsrechten toegekend.

## Cultuur en voorzieningen
De huidige stadsbibliotheek werd in 1896 opgericht als openbare bibliotheek. Boeken werden geschonken door lokale inwoners. In 1919 werd een bestuursraad ingesteld. Tussen 1939 en 1945 gingen er boeken verloren, maar een deel van de collectie werd gered doordat ze werden begraven. In 1980 verhuisde de bibliotheek naar een groter pand.
Componist Jan Kubelík gaf op 11 mei 1940 zijn laatste concert ooit in een zaal in Neveklov.

## Verkeer en vervoer

### Autowegen
Neveklov is te bereiken via diverse regionale wegen. 

### Spoorlijnen
Er is geen station in Neveklov. Het dichtstbijzijnde station is in Bystřice, op zo'n 12,5 kilometer afstand. Dat station ligt aan spoorlijn 220 (Praag -) Benešov - Tábor - České Budějovice. De lijn is dubbelsporig en maakt deel uit van het Europese spoorsysteem. Tussen 2010 en 2013 werd de lijn grondig gemoderniseerd, waarbij sommige gedeelten verplaatst werden, om zo een minder bochtig tracé te creëren.

### Buslijnen
Er zijn diverse bushaltes in de gemeente, die Neveklov verbinden met onder andere Benešov, Bystřice, Příbram en Rabyně.

### Fietsroutes
De volgende fietsroutes beginnen in of lopen door de stad:
- 0011 Praag - Týnec nad Sázavou - Sedlčany - Sedlec-Prčice - Tábor;
- 0094 Neveklov - Nesvačily - Bystřice - Postupice.

### Wandelroutes
De volgende wandelroutes lopen door de gemeente:
- Rood: Benešov - Neveklov - Živohošť – Slapy;
- Rood: Neveklov - Křečovice - Sedlčany;
- Groen: Neveklov - Maršovice - Olbramovice;
- Groen: Měřín - Jablonná - Tuchyně – Netvořice;
- Blauw: Pod Hájkem - Netluky - Radějovice - Tuchyně - Rabyně;
- Geel: Nedvězí - Blaženice - Jablonná - Blažim – Nahoruby;
- Blauw: Jablonná - Nebřich - Živohošť.

## Bezienswaardigheden
- Sint-Galluskerk;
- Mariakapel;
- Joodse begraafplaats;
- Zuilkapel op het stadsplein;
- Monumentale grenspaal;
- Decanaat in de Komenskéhostraat;
- Synagoge in de Táborskástraat.

## Geboren in Neveklov
- Vojtěch Kareš (1777–1824), een rooms-katholiek geestelijke
- Ladislav Nebeský (1893–1942), een arts en verzetsstrijder

## Galerij

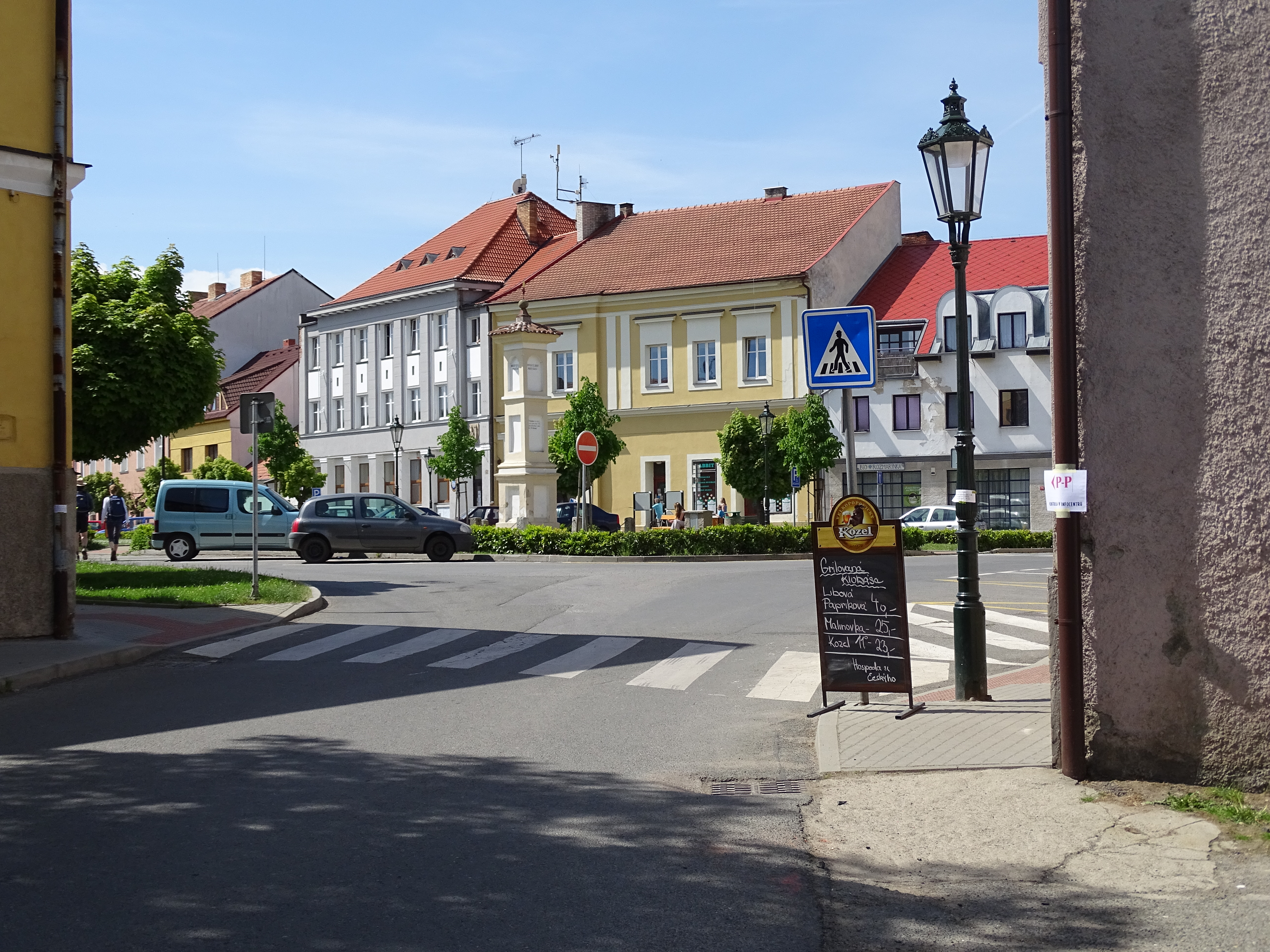
Jana Heřmanaplein (2015)
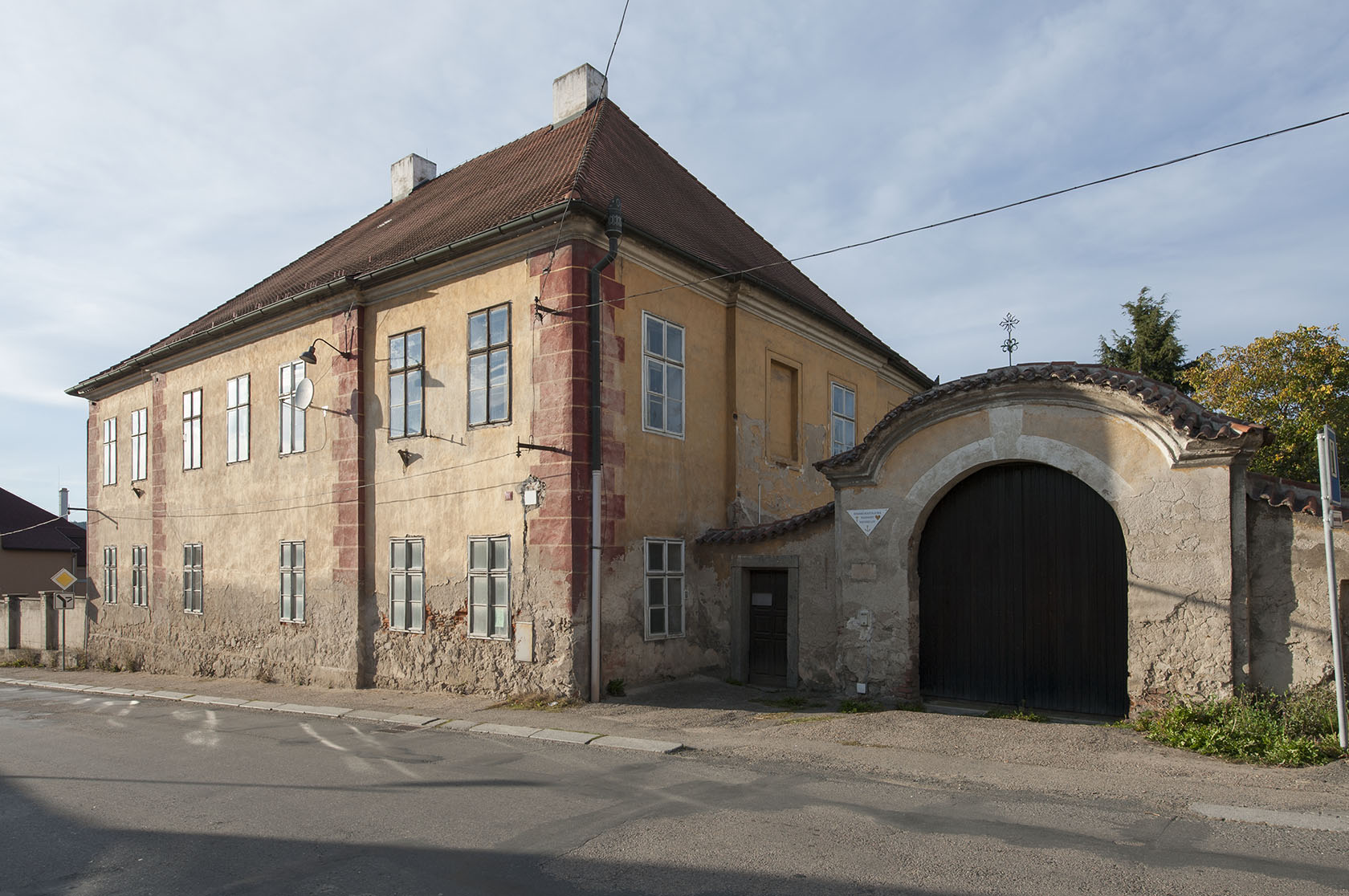
Decanaat (2012)
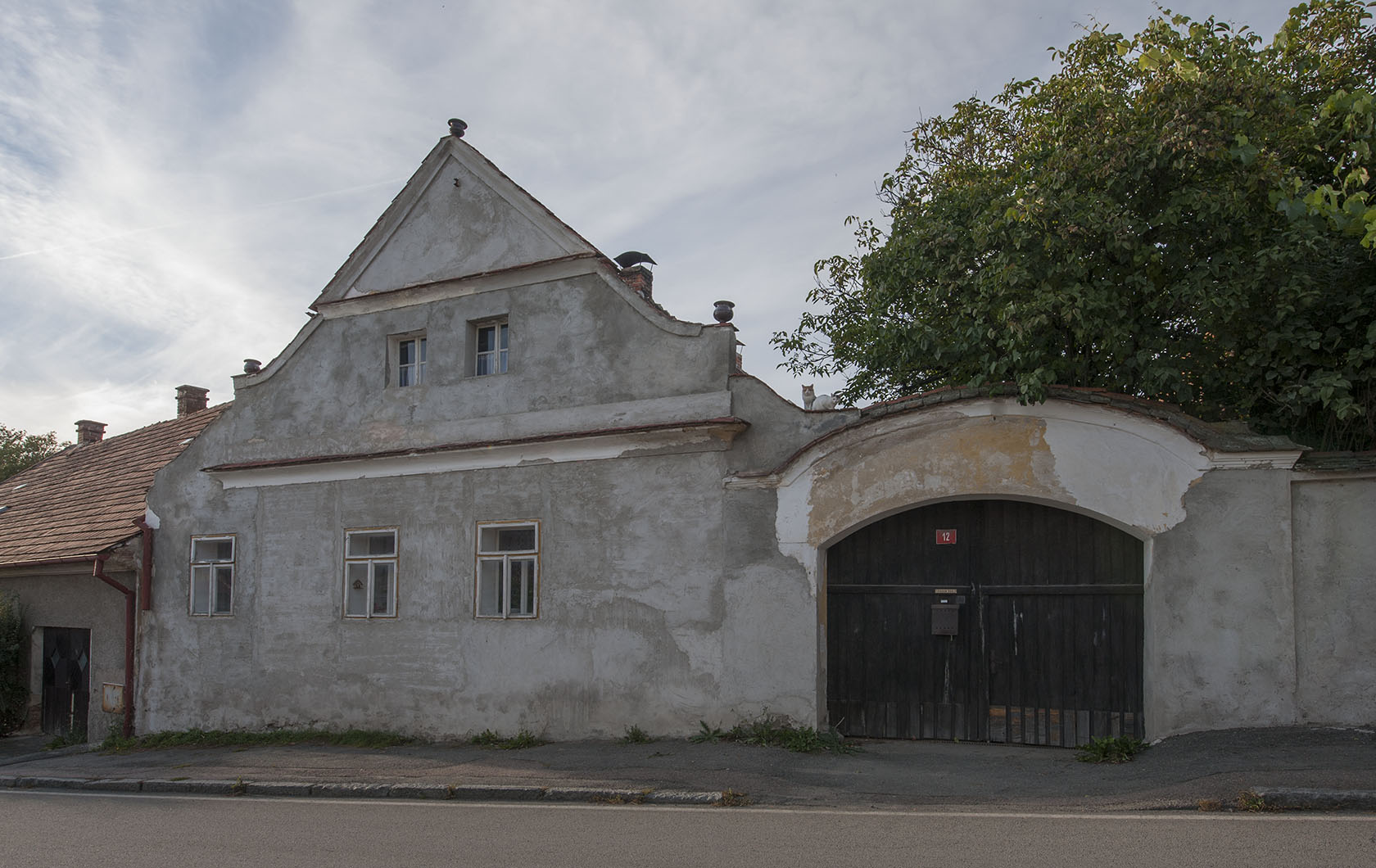
Synagoge (2012)
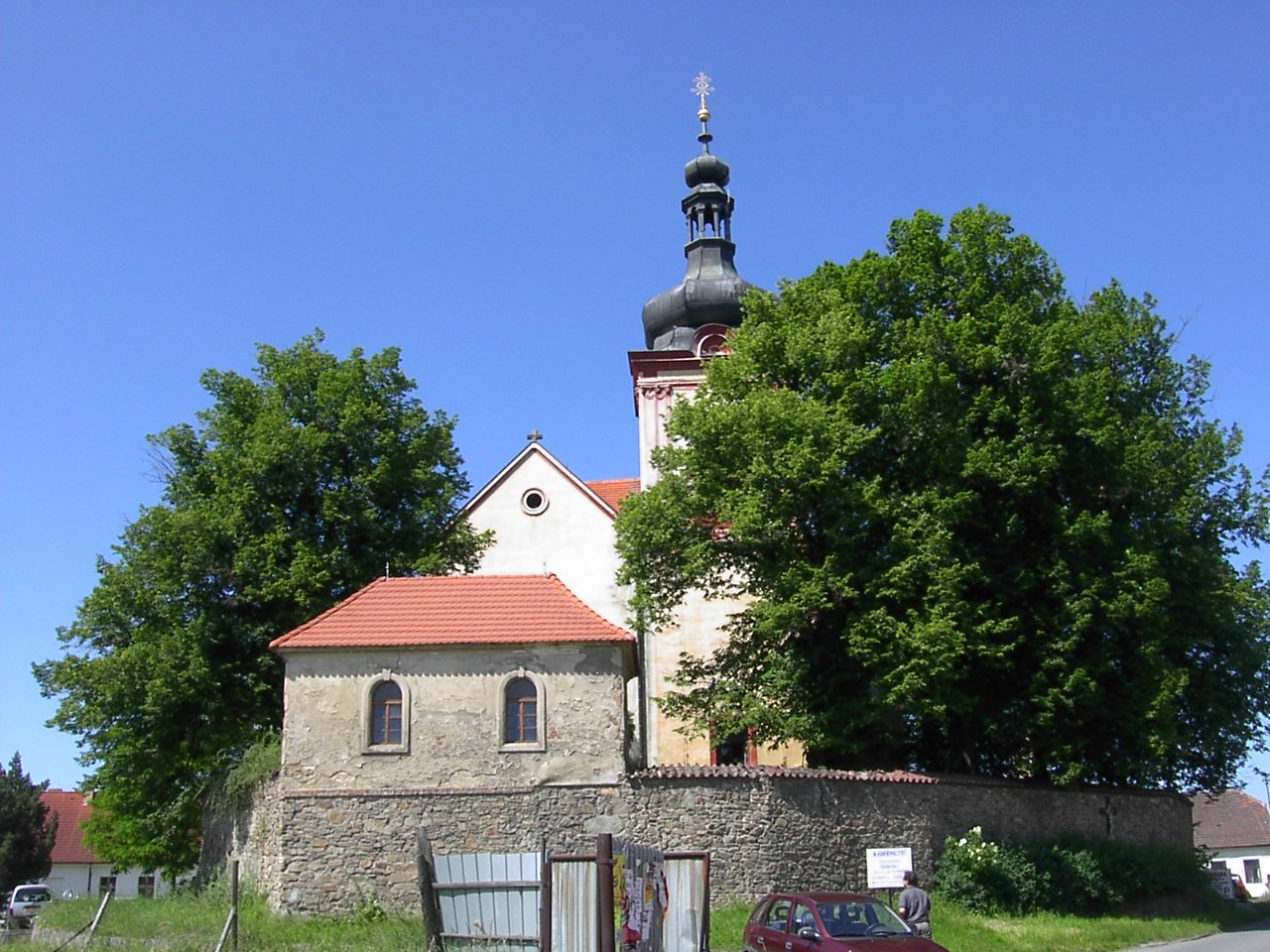
Sint-Galluskerk (achterzijde - 2005)
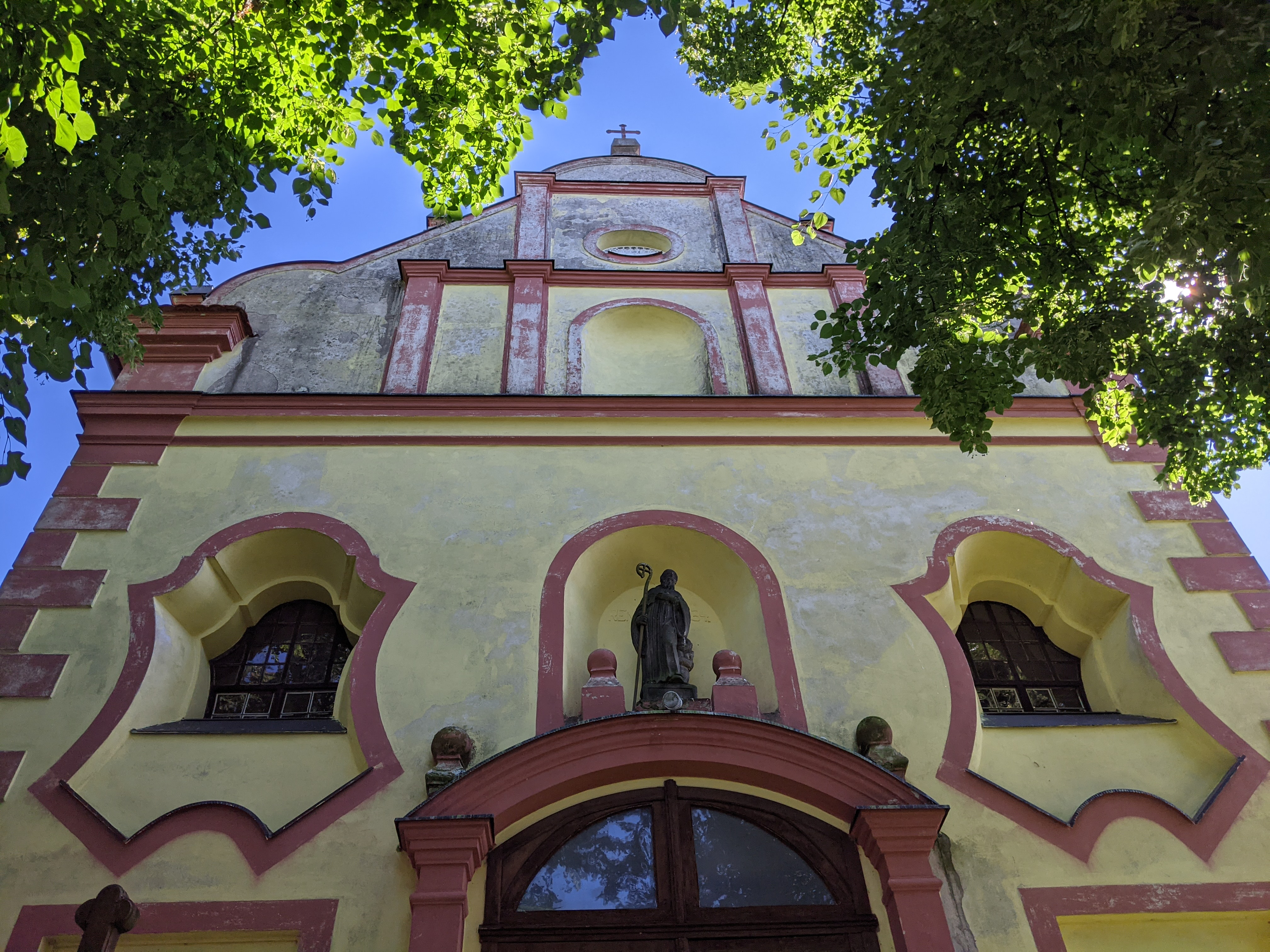
Sint-Galluskerk (voorzijde - 2021)